# Inslagwinter
Een inslagwinter is een periode van langdurig koud weer door de inslag van een grote planetoïde of komeet op het oppervlak van de Aarde. Inslagen van uitstervingsgrootte gebeuren ongeveer elke 100 miljoen jaar op de Aarde.
Als een planetoïde inslaat op het land of ondiep water, wordt een enorme hoeveelheid stof, as, en ander materiaal in de atmosfeer uitgestoten. Dit stof houdt het zonlicht tegen, wat duisternis en vooral kou op Aarde veroorzaakt. Door deze winterse of nog ergere omstandigheden wordt de plantengroei verminderd, wat vervolgens leidt tot voedselschaarste en honger bij dieren en mensen. Dit kan leiden tot een massa-extinctie, waardoor veel van de bestaande diersoorten in de wereld zouden uitsterven. Een bekend voorbeeld is de K-T-overgang, waarbij een meteoriet insloeg en de Chicxulubkrater vormde. Hierbij stierven vele diersoorten, maar ook grote groepen zoals de dinosauriërs en de ammonieten, uit. De resulterende winter was vrijwel zeker een belangrijke factor in die uitstervingen.
Ook andere extreme calamiteiten kunnen vergelijkbare effecten opleveren. Er wordt vermoed dat de uitbarsting van de Toba op Sumatra, een vulkaanuitbarsting van ongekende omvang 70.000-75.000 jaar geleden, dergelijke effecten teweegbracht. Een theorie zegt, dat de menselijke populatie hierbij op het randje van uitsterven werd gebracht, en dat de resulterende bottleneck er de oorzaak van is dat de genetische variatie bij de mens momenteel nog steeds relatief laag is. Een nucleaire winter treedt op na een grootschalige oorlog met atoomwapens; hierdoor komen grote hoeveelheden stof vrij die het zonlicht blokkeren.

## Mogelijkheden op een inslag
De Aarde wordt continu bekogeld door puin uit de ruimte. Kleine deeltjes puin verbranden als ze terechtkomen in de atmosfeer en zijn zichtbaar als meteoren. Veel daarvan worden niet opgemerkt door de gemiddelde mens, ook al branden ze niet allemaal op voordat ze de grond raken. Degene die de grond raken worden meteorieten genoemd. Objecten laten het meest van hun kinetische energie los in de atmosfeer en zullen exploderen als zij een rij van atmosfeer groter of gelijk aan hun eigen massa ervaren.
De Aarde wordt minstens een keer per jaar geraakt door meteorieten van 5 meter of groter die een explosie van 50 kilometer opleveren boven het oppervlak met de kracht van een kiloton TNT. De Aarde wordt elke dag geraakt door een kleinere meteoor, die uiteenvalt voor het de oppervlakte raakt. De meteoren die toch inslaan op Aarde, komen veelal terecht op onbewoonde gebieden, en veroorzaken zo geen schade. Een mens heeft een grotere kans om te sterven in een brand, vloed, of een andere natuurlijke ramp dan dood te gaan door een planetoïde- of komeetinslag; de kans hierop ligt tussen de 1 op 3000 tot 1 op 250.000. Een ander onderzoek uit 1994 toont aan dat er een kans is van 1 in 10.000 dat de Aarde in de komende honderd jaar zal worden geraakt door een grote planetoïde of komeet met een diameter van ongeveer 2 kilometer doorsnede. Dit object zou in staat zijn om de ecosfeer van de Aarde te verstoren, en zou een groot deel van de bevolking doen sterven. Een dergelijk object, planetoïde 1950 DA, heeft een kans van 0,005% op een botsing met de Aarde in het jaar 2880, hoewel die kans eerder op 0,3% geschat werd.